# Coupe du Liechtenstein de football 1945-1946
Navigation
Édition suivante
La coupe du Liechtenstein 1945-1946 de football est la 1re édition de la Coupe nationale de football, la seule compétition nationale du pays en l'absence de championnat.
La finale est disputée à Vaduz, le 15 septembre 1946, entre le FC Vaduz et le FC Triesen.
De la compétition, seul le résultat de la finale est connu.
Le FC Triesen remporte le trophée en battant le FC Vaduz.

## Finale
| 15 septembre 1946 | FC Triesen | 3 - 1 | FC Vaduz | Vaduz |  |
|                   |            |       |          |       |  |